# 堀内啓治

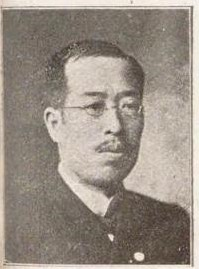
堀内啓治

堀内 啓治（ほりうち けいじ、1875年（明治8年）5月23日 - 1945年（昭和20年）10月24日）は、明治後期から昭和前期の政治家、実業家。衆議院議員、山梨県南都留郡福地村長。

## 来歴
山梨県都留郡福地村新屋（南都留郡福地村、富士上吉田町を経て現富士吉田市新屋）で、堀内克明の三男として生まれる。東京英語学校、慶應義塾で学んだ。1891年（明治24年）6月、兄昌治から家督を相続し、農業、醤油醸造業を営む。
1906年（明治39年）福地村会議員に選出され、同村長、所得税調査委員、地方森林会議員、福地村耕地整理組合長、日本赤十字社特別社員などを務めた。1907年（明治40年）10月、山梨県会議員に選出され、同参事会員となり、1911年（明治44年）10月、県会議員に再選され2期在任した。
1912年（明治45年）5月、第11回衆議院議員総選挙に山梨県郡部から立憲政友会所属で出馬して当選し、衆議院議員に1期在任した。
実業界では、饒益銀行取締役、吉田銀行取締役頭取、富士勧業銀行取締役、山梨貯蓄銀行取締役、宮川電燈社長、都留馬車鉄道（富士急行線）取締役、富北軌道取締役などを務めた。